# کیست کاذب لوزالمعده
کیست کاذب لوزالمعده (انگلیسی: Pancreatic pseudocyst) توده‌ای محدودشده سرشار از مایع غنی از آنزیم‌های گوارشی، خون و بافت غیرنکروزه است که معمولاً در حفرهٔ صفاقی کوچک شکم قرار دارد. کیست‌های کاذب لوزالمعده معمولاً از عوارض پانکراتیت هستند، اگرچه در کودکان اغلب به دنبال ترومای شکمی هم رخ می‌دهند. کیست‌های کاذب لوزالمعده تقریباً ۷۵ درصد از کل توده‌های لوزالمعده را تشکیل می‌دهند.

## علائم و نشانه‌ها
علائم و نشانه‌های کیست کاذب لوزالمعده شامل درد شکم، نفخ، حالت تهوع، استفراغ و بی اشتهایی است.
عوارض کیست کاذب لوزالمعده شامل عفونت، خونریزی، انسداد و پارگی است. انسداد، می‌تواند باعث فشرده‌سازی بافت‌ها و احشاء مجاور گردد.

## علل بروز
کیست کاذب پانکراس می‌تواند به دلایل مختلفی رخ دهد، از جمله پانکراتیت (مزمن)، تومورهای لوزالمعده نئوپلاسم و/یا ترومای لوزالمعده.

## پاتوفیزیولوژی
کیست‌های کاذب لوزالمعده گاهی کیست‌های کاذب نامیده می‌شوند زیرا پوشش اپیتلیومی ندارند. دیواره کیست کاذب عروقی و فیبروتیک است که در ناحیه اطراف لوزالمعده محصور شده است. پانکراتیت یا ضربه به شکم می‌تواند باعث تشکیل کیست شود. درمان معمولاً به مکانیسمی بستگی دارد که باعث ایجاد کیست کاذب شده است. تشکیل کامل کیست‌های کاذب تا ۶ هفته طول می‌کشد.

## تشخیص
تشخیص کیست کاذب لوزالمعده را می‌توان بر اساس تجزیه و تحلیل مایع درون کیست انجام داد:
- بررسی آنتی‌ژن کارسینوامبریونیک (در کیست کم و در تومورها بالاست).
- ویسکوزیته مایع (در کیست‌های کاذب کم و در تومورها افزایش می‌یابد).
- آمیلاز (معمولاً کیست کاذب زیاد و تومور کم است).

مفیدترین ابزارهای تصویربرداری عبارتند از:
- سونوگرافی[۹] – نقش سونوگرافی در تصویربرداری از لوزالمعده به سبب قرارگیری لوزالمعده در پشت معده، هیکل و ساختمان بدنی بیمار و همچنین وابستگی به تجربه اپراتور محدود است.
- سی‌تی اسکن[۱۰] - این استاندارد طلایی برای ارزیابی اولیه و پیگیری است.
- کلانژیوپانکراتوگرافی تشدید مغناطیسی (MRCP) - برای تعیین ارتباط کیست کاذب با مجاری پانکراس، اگرچه به‌طور معمول استفاده نمی‌شود.[۱۱]

## درمان
درمان کیست کاذب لوزالمعده باید با هدف اجتناب از هر گونه عارضه باشد (از هر ۱۰ مورد ۱ مورد عفونی می‌شود). کیست‌ها همچنین تمایل به پارگی دارند و ثابت شده که کیست‌های بزرگ‌تر احتمال بیشتری دارند که علامت‌دار شوند و حتی به جراحی نیاز پیدا کنند. اگر هیچ نشانه‌ای از عفونت وجود نداشته باشد، درمان اولیه ممکن است شامل اقدامات محافظه کارانه مانند استراحت روده (NPO)، تغذیه وریدی (TPN) و زیرنظر گرفتن بیمار باشد. اگر علائم بهبود نیافت، ممکن است تخلیه با آندوسکوپی ضروری باشد. اکثریت کیست‌های کاذب را می‌توان از طریق آندوسکوپی درمان کرد. مداخله جراحی به ندرت ضروری است.
اگر جراحی واقعاً لازم باشد، این کار از طریق سیستوگاستروستومی (برقراری یک مجرا از کیست به درون معده جهت تخلیه مداوم)، سیستوژژنوستومی (برقراری یک مجرا از کیست به درون ژژونوم در روده کوچک) و سیستودئودنوستومی (برقراری یک مجرا از کیست به درون دوازدهه در روده کوچک) انجام می‌شود. نوع عمل جراحی به محل کیست بستگی دارد؛ مثلاً برای کیست‌های کاذب که در سر لوزالمعده ایجاد می‌شوند، معمولاً از روش سیستودئودنوستومی استفاده می‌شود.

## برای مطالعهٔ بیشتر
- Beger, Hans G.; Buchler, Markus; Kozarek, Richard; Lerch, Markus; Neoptolemos, John P.; Warshaw, Andrew; Whitcomb, David; Shiratori, Keiko (2009-01-26). The Pancreas: An Integrated Textbook of Basic Science, Medicine, and Surgery. John Wiley & Sons. ISBN 9781444300130.
- Habashi, Samir; Draganov, Peter V (2009). "Pancreatic pseudocyst". World Journal of Gastroenterology. 15 (1): 38–47. doi:10.3748/wjg.15.38. ISSN 1007-9327. PMC 2653285. PMID 19115466.
- Braden, Barbara; Dietrich, Christoph F (2014). "Endoscopic ultrasonography-guided endoscopic treatment of pancreatic pseudocysts and walled-off necrosis: New technical developments". World Journal of Gastroenterology. 20 (43): 16191–6. doi:10.3748/wjg.v20.i43.16191. ISSN 2219-2840. PMC 4239507. PMID 25473173.